# Csernobil

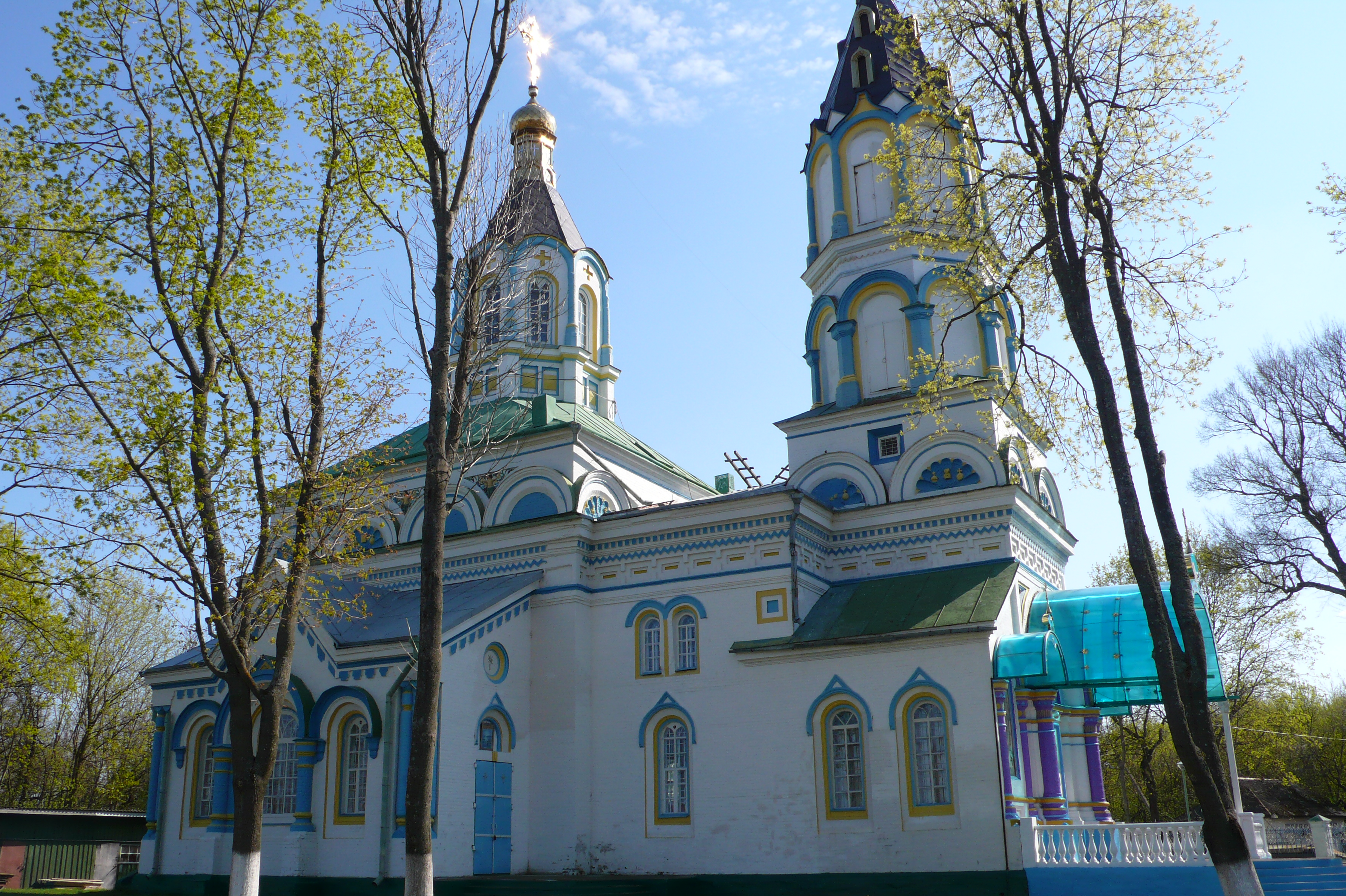
A csernobili Szent Éliás-templom

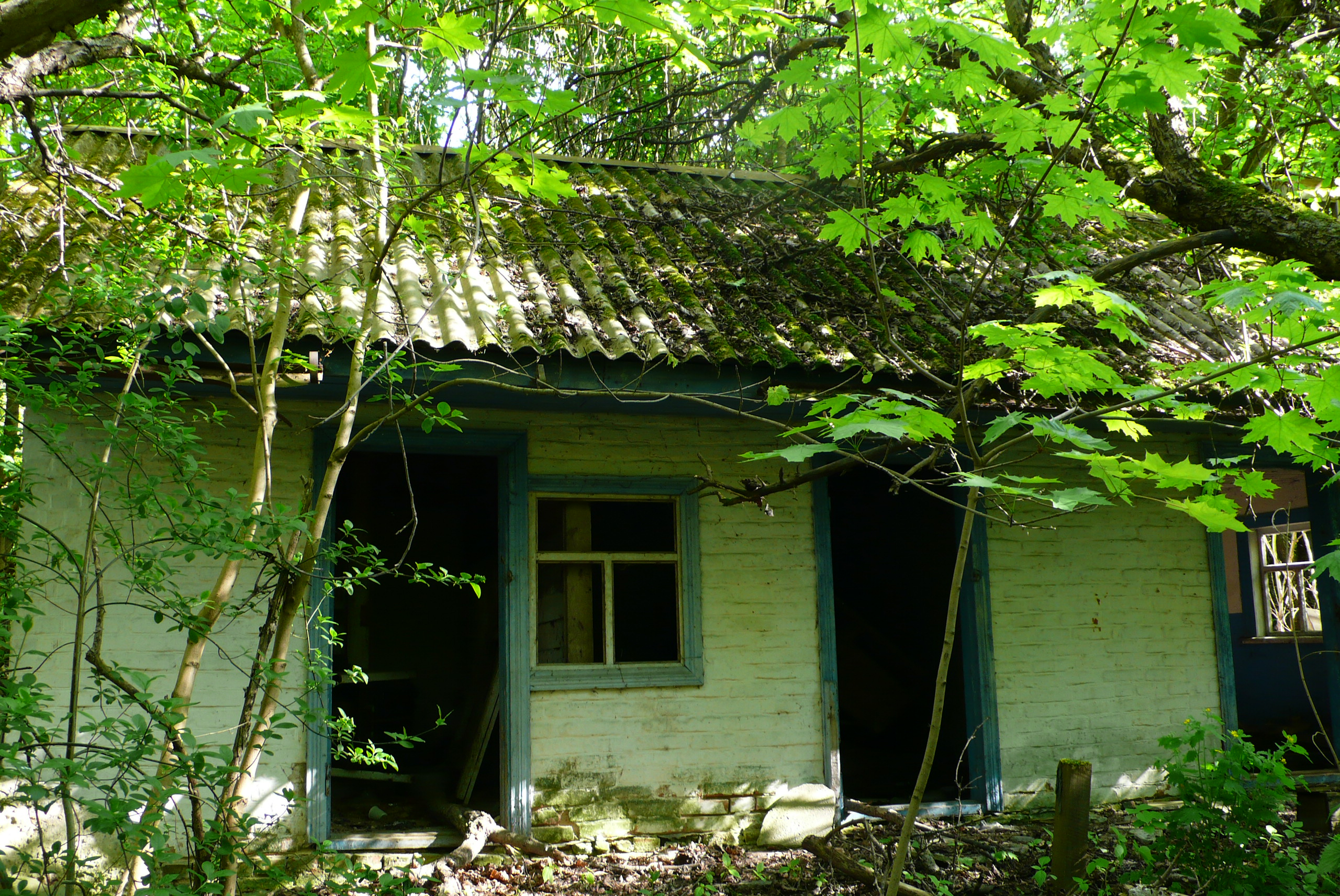
Romos, elhagyott ház a városban

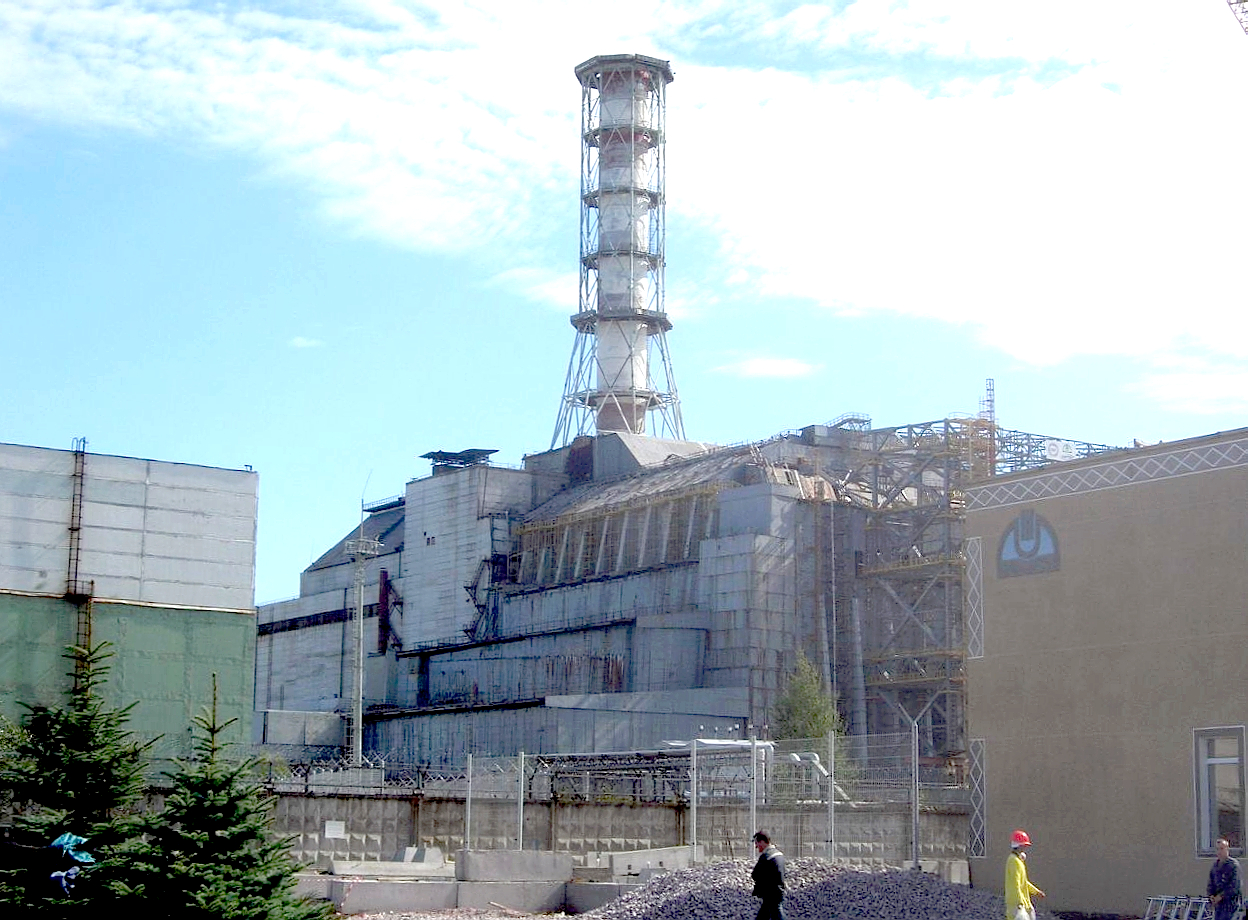
A csernobili atomerőmű 4-es reaktora fölé épített betonszarkofág

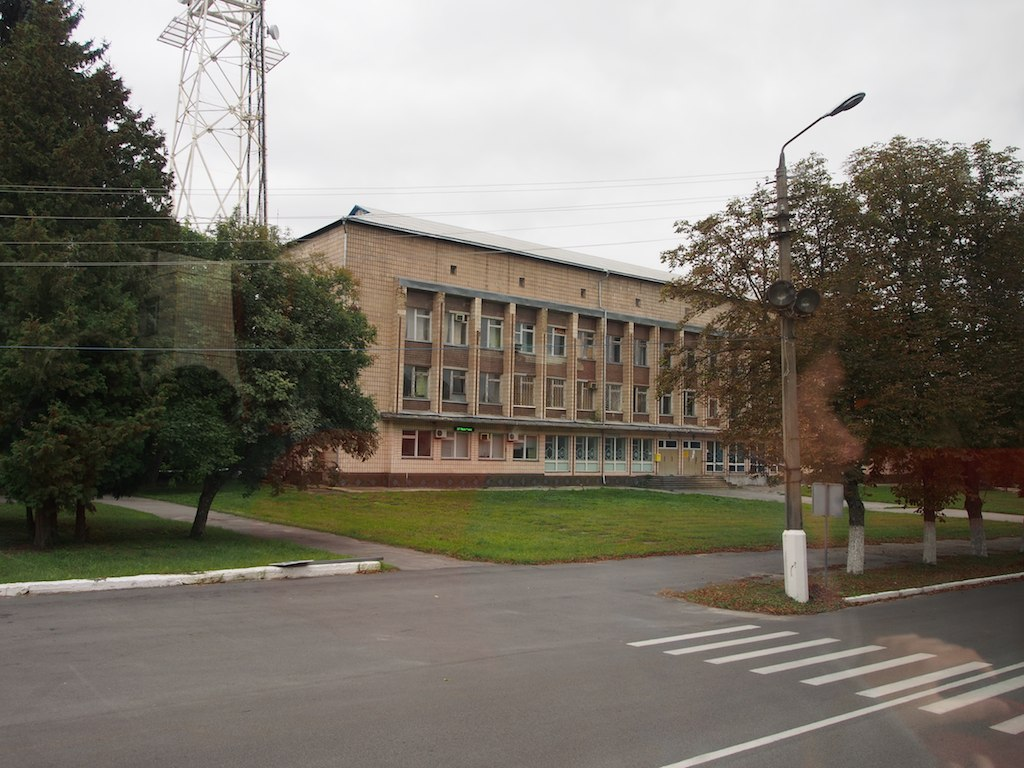
Az adminisztrációs központ épülete

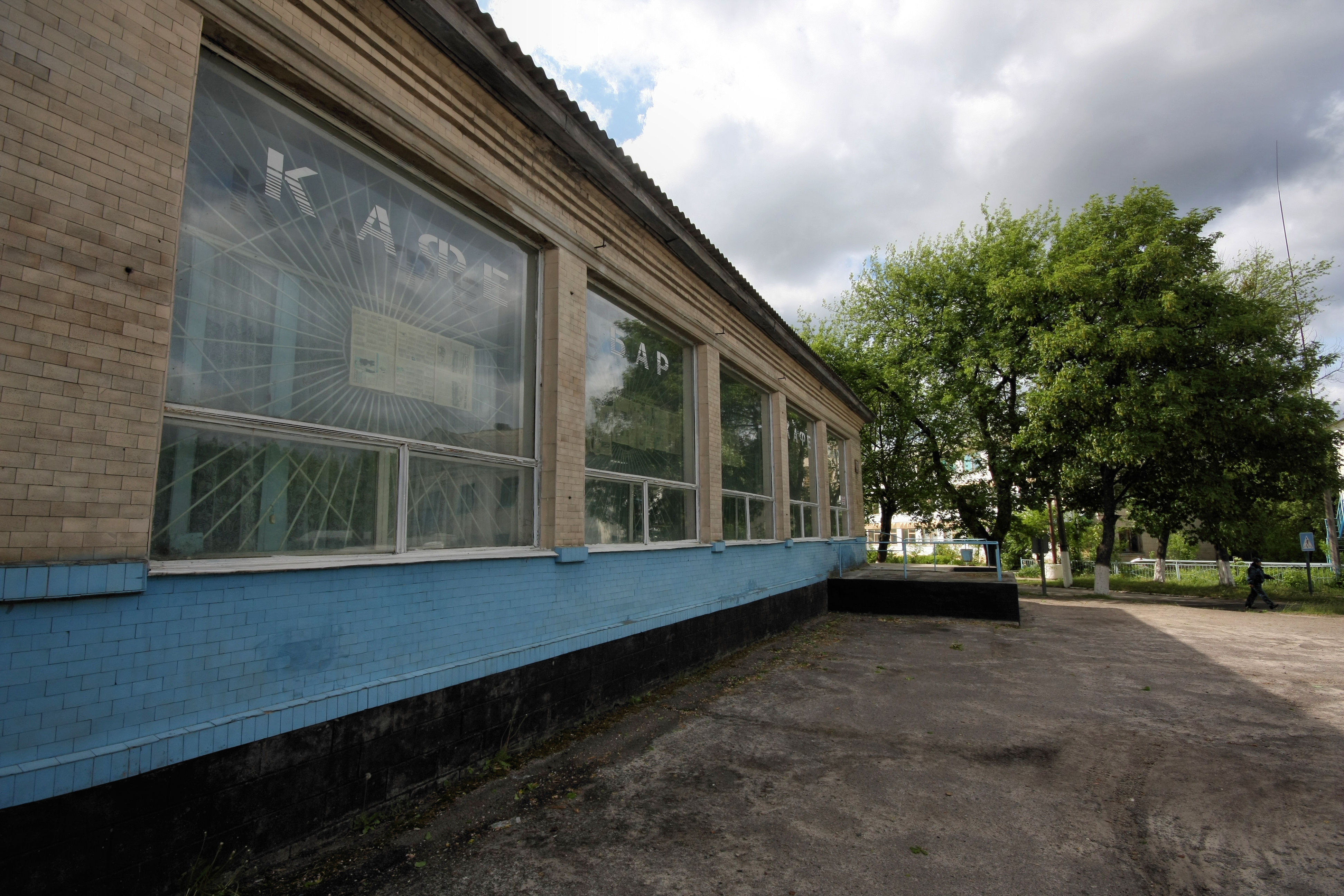
Kávézó

Csornobil (ukrán: Чорнобиль), elterjedt orosz változatában Csernobil (orosz: Чернобыль) város Ukrajna északi részén, a Kijevi terület Ivankivi járásában, a Pripjaty folyó partján, az ukrán–belarusz határ közelében fekszik. A város nevének jelentése: fekete üröm (Artemisia vulgaris L.).
Csernobil a középkortól lakott terület, a 19. századtól fogva fontos közlekedési és kereskedelmi központ volt. A várost a tőle 15 kilométerre északra elhelyezkedő csernobili atomerőműben 1986. április 26-án bekövetkezett reaktorbaleset tette világszerte ismertté.

## Történelem

### Középkor, korai újkor
A település első írásos említése (Csornobil néven) 1193-ból származik, ahol a Rosztiszlavics hercegek vadászterületeként említik.
1362-től a Litván Nagyfejedelemséghez tartozott, majd 1569-ben a lublini unió része lett.
A 16–17. században a város a először Filon Kmita (későbbi nevén Kmita Czarnobylski) birtokába került, majd hozományként a Sapieha család birtoka lett. 1703-tól a terület birtokosa a Chodkiewicz család.
A település 1793-ban lett az Orosz Birodalom része.

### 18–19. század
A 17. századtól nagy számban askenázi zsidók települtek a városba. A 19. század közepén költözött a városba Menáchem Náhum Tverszkij rabbi a csernobili hászidizmus alapítója, az első csernobili cádik. Menáchem rebbe és követői a hászidizmus sajátos ágát hozták létre, mely neve a városra utal. A település a század második felére a zsidó gazdasági- és hitélet központjává vált. A forradalom idejére a város lakosságának túlnyomó többségét a zsidók alkották.

### 20. század
A polgárháború idején jelentős hadműveletek folytak a város környékén. Az 1919-es nagy pogrom után a zsidó lakosság nagy része Slomo Ben-Cion Csernobiler cádik vezetésével Kijevbe menekült. A csernobili haszidok közössége később az Egyesült Államokba távozott, ahol napjainkban is élő közösséget alkotnak.
A lengyel birtokosok és a római katolikus lengyelek a polgárháború után elhagyták a várost. A lakosság nagy részének elvándorlásával a város jelentősége nem csökkent, a település hivatalosan 1941-ben kapta meg a városi rangot.
A második világháború alatt a német csapatok kétszer is megszállták a települést, először 1941. augusztus 25-től 1943. szeptember 28-ig; majd 1943. október 5-től 1943. november 17-ig. A megszállás alatt a város maradék zsidó lakosságát teljes egészében elpusztították. A város környékén, a Pripjaty folyó környéki mocsarakban jelentős harckocsi-hadműveletek folytak.
A háború után a lakosság száma lassan növekedett, 1971-ben érte el a 10 000 főt. A város járási székhely lett, az elsősorban mező- és erdőgazdálkodásból élő Csernobili járás székhelye. A városban kórházat és folyami kikötőt létesítettek, valamint mezőgazdasági szakiskola is működött.
A csernobili atomerőmű építkezéséhez kapcsolódóan komoly közműfejlesztések kezdődtek, elsősorban közutak, villamos távvezetékek és árvízvédelmi létesítmények épültek. A hetvenes évek közepétől Csernobil háttérbe szorult az erőmű alvóvárosaként felépített Pripjaty mögött. A járási központ továbbra is Csernobil maradt, de mint kis mezőváros nem tudott versenyezni a többszörös népességű „szocialista mintavárossal”, ahol a közművek, illetve a városi intézmények és szolgáltatások minősége messze meghaladta a korabeli szovjet átlagot.

### A baleset és a mentesítés – a szovjet korszak vége
A csernobili atomerőműben bekövetkezett baleset után a radioaktív sugárzás, illetve a nyitott reaktormaradvány közelsége miatt 1986. május 2-án döntötték el a város kb. 12 500 lakójának kitelepítését. A város meglévő infrastruktúrája miatt a mentesítési munkák vezetési központját Csernobilba telepítették. Mivel az erőmű személyzete számára épült Pripjaty város a baleset következtében lakhatatlanná vált, az erőmű dolgozói az új alvóváros - Szlavutics - felépítéséig szintén Csernobilba költöztek.
A Csernobili járás kötelező kitelepítése után a területet az Ivankivi járáshoz csatolták, így Csernobil elvesztette közigazgatási funkcióit. Szlavutics felépítése után az erőmű adminisztratív központja az új város lett, ezzel együtt az erőművi mentesítés egyes intézményei szintén Szlavuticsba költöztek.
Az időjárási viszonyoknak köszönhetően a város – az erőműhöz való közelsége ellenére – csak enyhébb mértékben szennyeződött. A mentesítéshez kapcsolódó járműforgalom miatt a város nyugati oldalán elkerülő utat építettek. 1986 nyarán-őszén Csernobil területén jelentős sugármentesítést végeztek annak érdekében, hogy a város adminisztratív központként továbbra is használható legyen.
A városban az utolsó jelentős nyilvános esemény az erőműbaleset felelőseinek bírósági tárgyalása volt, 1987. június 7. és 1987. július 27. között.

### Az önálló Ukrajna
A város 1991-ben az önállóvá vált Ukrajna része lett. Az erőműbaleset következtében lezárt övezet területét - elsősorban politikai okokból - 554 km²-rel megnövelték az egykori Poleszjei járás Vilcsa és Poleszje környéki területeivel. A lezárt övezet igazgatása az ukrán Rendkívüli Helyzetek Minisztériuma hatáskörébe került.
A zóna igazgatási központja Csernobil lett. A városban folyamatosan körülbelül 3500 ember dolgozik, akik ideiglenesen ott is laknak. A személyzet tizenöt napos váltásokban dolgozik, azaz 15 napot töltenek az övezetben, 15 napot az övezeten kívül.
A városban működnek az átmenetileg ottlakó alkalmazottak számára szükséges szolgáltatások. A kitelepített övezetbe önként visszatelepült lakosság számára Csernobilban van az egyetlen bevásárlási lehetőség, illetve az övezeten belül itt található csak kórház és szakorvosi rendelő. A városnak csak pár állandó lakosa van, közülük a leghíresebb Viktor Petrovics Brjuhanov volt, az erőmű egykori igazgatója, aki börtönbüntetése letöltését követően a városban telepedett le.

### Szakirodalom
- Legeza László: Mérnöki etika, Esettanulmányok, Csernobil – 1986, 105-111. p. Bp., Akadémiai Kiadó - Mikes Kiadó, 2004 ISBN 963-8130-54-7 ISBN 963-8130-54-7
- Stolmár Aladár: Az én Csernobilom - Mi a gond az atomerőművekkel?, Bp., Silenos, 2009. ISBN 978-963-06-6888-0
- Szatmáry Zoltán, Aszódi Attila: Csernobil - Tények, okok, hiedelmek, Bp., Typotex, 2005. ISBN 963-9548-68-5

### Regények
- Szergej Mirnij: Az élőerő - Csernobili mesék, Bp., Palatinus, 2007 ISBN 963-9651-11-7